# Масакр у Беисфјорду
Масакр у Бејсфјорду је масовна ликвидација политичких и ратних заробљеника са територије краљевине Југославије, коју су власти нацистичке Немачке извршиле у концентрационом логору Бејсфјорд 18. јула 1942. године, за време окупације Норвешке у Другом светском рату. Том приликом је убијено најмање 288 људи.
Немачке власти су током рата довеле око 5.000 затвореника са територије бивше Југославије у окупирану Норвешку да служе као радна снага за изградњу утврђења за одбрану норвешке обале од могућег искрцавања савезника, а већина затвореника је била смештен у 31 камп између Бергена и Хамерфеста на крајњем северу Норвешке.
Први затвореници дошли су у логор Беисфјорд 24. јуна 1942. године. У логору је било смештено укупно 895 затвореника, од којих је само 96 преживело да дочека крај рата. Већина је послата на рад на тзв Гвоздена руда и друге стратешке сировине требало је да се допремају из Кируне у суседној Шведској, или из Петса у тадашњој Финској, „Крвавам путем“ до Норвешке, а преко ње у Немачку. Од укупно 4.268 заточеника који су стигли у Норвешку, њих 2.287 су били са немачког окупационог подручја у Србији. Готово сви заточеници из Србије су били Срби, а они су сачињавали и већину заточеника из НДХ - од 1.981 који су стигли у Норвешку, било је 1620 Срба (82%), 179 Муслимана, 165 Хрвата и 17 осталих.
У логору је 12. јула извршен инспекцијски надзор, током којег је установљено да међу затвореницима наводно постоји епидемија тифуса. Одлучено је да сви болесни или затвореници за које се сумња да су заражени буду смештени у две бараке ограђене бодљикавом жицом. Дана 17. јула, остатак од 588 затвореника послат је у марш у Бјорнфјелл, удаљен 30 км, где је организован импровизовани логор. Затвореници су тамо стигли 20. јула. Били су стављени у карантин, а затим су били подвргнути тесту физичке спремности два дана – морали су да трче око логора шест пута; стрељани су они који то нису могли. Током наредних пет недеља на овај начин су убијена 242 затвореника.
Пре тога, у самом Беисфјорду, преостали затвореници су били приморани да сами копају гробове и стрељани у групама од око 20 људи. Затвореници који су били преслаби да стоје остављани су у баракама, које су потом закључане и запаљене.
После рата, око 20 гардиста, припадника СС-а, изручено је Југославији и одведено у Београд, где им је суђено за ратне злочине, и сви су осуђени на смрт и стрељани.